# カロリーナ・セカ
カロリーナ・セカ　FRSA（Carolina Ceca 1979年8月25日 - ）は、東京に拠点を置く学際的なスペイン人現代美術家、美術史家、アートライターである。。
ヨーロッパや日本でのグループ展および個展で作品を発表している。
また彼女は、テレビ、ラジオ、新聞、雑誌にも数多く、特集されている。

## 経歴
スペインの国立サラマンカ大学で美術史の学位を取得し、現代美術に関する大学院の研究を修了した。さらに、ファインアーツと東アジアの研究も行い、2005年に日本のフェリス女学院大学に留学した。 2005年から2010年の間には、日本、スペイン、モロッコ、イタリアに居住した。2011年に日本で東日本大震災が起こると東京に戻り、作品の制作、文章の執筆、講義やアートセミナーなどを行っている。

## 作風
セカの作品は、芸術的な希少価値があると考えられている。 彼女の作品では、灰、和紙、オーガンジーなどのあら ゆる種類の天然素材を使用している。
初めて日本を訪れた年に出会った人形劇団「百鬼どんどろ」や暗黒舞踏に深く影響を受けていると語っている。

## 主な作品出展・展覧会の一覧・作品上映会
- 2024年: カロリーナ・セカ展、写真美術館、アントニオ・ペレス財団、（スペイン・クエンカ・ウエテ）[9]
- 2023年: アリアンス・フランセーズ・ド・ダッカ、（バングラデシュ）
- 2022年: ロイヤル・ソサエティ・オブ・アーツ(英国王立技芸協会)（イギリス・ロンドン）[10]
- 2022年: Somos展（東京・スペイン大使館）
- 2022年: イロイロ現代美術館、（フィリピン）
- 2022年: インファンタード宮殿・グアダラハラ博物館、（スペイン・グアダラハラ）
- 2022年: サンタ・クルス美術館、（スペイン・トレド）
- 2022年: ネグロス博物館　ザ・ブラックボックス、（フィリピン）
- 2021年: Taman Ismail Marzuki、 （インドネシア）
- 2020年-2021年: On paper VI展、サン・ミケーレ城、（イタリア・カリアリ）
- 2019年-2020年: On Paper IV展、 MACC現代美術館、（イタリア・カラゼッタ）[11]
- 2018年：国際アートブックフェア（イタリア・カリアリ王宮）[12]
- 2016年：無形展（東京・インスティトゥト・セルバンテス東京）
- 2014年：無限展（東京・スペイン大使館） - 日本での初個展。
- 2010年：エスタンパ国際現代アートフェア（スペイン・マドリード）[13]
- 2009年：蜂の生命展（スペイン・トレド・サンタ・マリア・デ・メルケ）